# Soiuz 16
Soiuz 16 (rus: Союз 16, Unió 16) va ser un vol de proves tripulat en 1974 per a un vol espacial conjunt entre la Unió Soviètica i els Estats Units que va culminar en la missió Apollo-Soiuz en juliol de 1975. Una tripulació soviètica de dos cosmonautes van provar l'anell d'acoblament i altres sistemes per a ser utilitzats en el vol conjunt.

## Tripulació
| Posició         | Cosmonauta                              | Cosmonauta                              |
| --------------- | --------------------------------------- | --------------------------------------- |
| Comandant       | Anatoli Filíptxenko Segon vol espacial  | Anatoli Filíptxenko Segon vol espacial  |
| Enginyer de vol | Nikolai Rukavíxnikov Segon vol espacial | Nikolai Rukavíxnikov Segon vol espacial |

### Tripulació de reserva
| Posició         | Cosmonauta          | Cosmonauta          |
| --------------- | ------------------- | ------------------- |
| Comandant       | Vladímir Djanibékov | Vladímir Djanibékov |
| Enginyer de vol | Borís Andréiev      | Borís Andréiev      |

### Tripulació en suport
| Posició         | Cosmonauta            | Cosmonauta            |
| --------------- | --------------------- | --------------------- |
| Comandant       | Iuri Romanenko        | Iuri Romanenko        |
| Enginyer de vol | Aleksandr Ivantxénkov | Aleksandr Ivantxénkov |

## Paràmetres de la missió
- Massa: 6800 kg
- Perigeu: 184 km
- Apogeu: 291 km
- Inclinació: 51,8°
- Període: 89,2 min